# Anna und der Geist
Anna und der Geist (Originaltitel: Giving Up the Ghost) ist eine US-amerikanische Fantasy-Filmkomödie aus dem Jahr 1998. Regie führte Claudia Weill, das Drehbuch schrieben Anthea Sylbert und Richard Romanus.

## Handlung
Die Rechtsanwältin Anna Hobson ist glücklich mit Jake verheiratet, der den gleichen Beruf ausübt. Eines Tages joggt Jake in einem Park und stirbt nach einem Schwächeanfall.
Anna lenkt ihre Gedanken mit intensiver Arbeit von der Trauer ab. Sie hilft dem Polizisten Kevin bei den Ermittlungen in einem Mordfall. Alleine zuhause spricht sie, als ob sie mit Jake sprechen würde. Eines Tages antwortet Jakes Geist ihr. Er schlägt ihr vor, dass sie Suizid begehen und wieder mit ihm vereint sein könnte. Zeitweise versucht er, sie zum Selbstmord zu drängen.
Jakes Geist hilft Anna, den Mordfall zu lösen. Anna verliebt sich in Kevin.

## Kritiken
Film-Dienst schrieb, der Film sei romantisch.
Die Kritiker der Zeitschrift TV Spielfilm zeigten mit dem Daumen zur Seite. Das lakonische Urteil lautete: „Romanze“.
Die Zeitschrift TV direkt 15/2008 schrieb, der Film sei „pfiffig und romantisch“.

## Hintergründe
Der Film wurde in Toronto gedreht. Seine Premiere in den USA fand am 7. September 1998 statt.